# Frederica de Hessen-Darmstadt (duquessa de Mecklenburg-Strelitz)
Frederica de Hessen-Darmstadt (en alemany Friederike von Hessen-Darmstadt) va néixer a Darmstadt el 20 d'agost de 1752 i va morir a Hannover el 22 de maig de 1782. Era la filla gran del príncep Jordi Guillem de Hessen-Darmstadt (1722-1782) i de Lluïsa Albertina de Leiningen-Dagsburg-Falkenburg (1729-1818).

## Matrimoni i fills
El 18 de setembre de 1768 es va casar a la ciutat de Darmstadt amb el Gran Duc Carles II de Mecklenburg-Strelitz, fill de Carles Lluís de Mecklenburg-Strelitz (1708-1752) i d'Elisabet Albertina de Saxònia-Hildburghausen (1713-1761). El matrimoni va tenir deu fills:
- Carlota (1769-1818), que el 1785 es va casar amb el duc Frederic I de Saxònia-Altenburg (1763-1834).

- Carolina (1771-1773)

- Jordi (1772-1773)

- Teresa (1773-1839), que el 1789 es va casar amb el príncep Carles de Tour i Taxis (1770-1827).

- Frederic Jordi (1774-1774)

- Lluïsa (1776-1810), que el 1793 es va casar amb el que seria Frederic Guillem III de Prússia (1770-1840).

- Frederica (1778-1841), que el 1793 es va casar primer amb el príncep Lluís de Prússia, fill del rei Frederic Guillem II de Prússia, i després, el 1798, amb el príncep Frederic de Solms. I el 1815 es casà, encara, amb Ernest August I de Hannover (1771-1851).

- Jordi, Gran Duc de Mecklenburg-Strelitz (1779-1860), que el 1817 es va casar amb Maria de Hessen-Kassel.

- Frederic Carles (1781-1783).

- Augusta Albertina (1782-1782).

Frederica va morir a conseqüència de les complicacions del darrer part. I Carles es casà amb la seva germana petita Carlota el 1784.